# بو كورنيل
بو كورنيل (بالإنجليزية: Bo Cornell)‏ هو لاعب كرة قدم أمريكية أمريكي، ولد في 7 مارس 1949 في سياتل في الولايات المتحدة.

## وصلات خارجية
- بو كورنيل على موقع مرجع كرة القدم المحترفة.كوم (الإنجليزية)